# كلوريد الموليبدنوم السداسي
كلوريد الموليبدنوم السداسي (أو سداسي كلوريد الموليبدنوم) هو مركب كيميائي لاعضوي صيغته MoCl6 ويوجد على هيئة صلب أسود.

## التحضير
يحضر هذا المركب من تفاعل فلوريد الموليبدنوم السداسي مع فائض من ثلاثي كلوريد البورون:
{\displaystyle {\ce {MoF6 + 3 BCl3 -> MoCl6 + 3 BF2Cl}}}
أو مع كلوريد البزموت.

## الخواص
يوجد هذا المركب في الشروط القياسية على هيئة صلب أسود، وهو غير مستقر عند درجة حرارة الغرفة، إذ يتفكك إلى كلوريد الموليبدنوم الخماسي. لهذا المركب بنية جزيئية ثمانية السطوح مشابهة لبنية بيتا سداسي كلوريد التنغستن β-WCl6.